# 박노식 (1930년)
박노식(朴魯植, 1930년 2월 4일~1995년 4월 3일)은 대한민국의 영화배우이다. 슬하에 1남 3녀를 두었으며 막내인 아들은 배우 박준규이다.

## 학력
- 순천사범학교 체육학과 졸업

## 수상
- 1995년 6.25 종군연예인 공로패
- 1977년 MBC 연예대상 영화배우부문
- 1973년 제10회 청룡영화상 인기남우상
- 1972년 제9회 청룡영화상 인기남우상, 남우주연상
- 1971년 아시아영화제 남우조연상
- 1970년 제7회 청룡영화상 남우주연상
- 1969년 아시아영화제 남우주연상
- 1969년 제6회 청룡영화상 남우조연상
- 1968년 제11회 부일영화상 남우주연상
- 1968년 제7회 대종상 남우조연상
- 1967년 제6회 대종상 남우주연상
- 1966년 아시아영화제 남우주연상
- 1965년 제4회 대종상 남우조연상
- 1965년 제3회 청룡영화상 남우조연상
- 1963년 제2회 대종상 남우조연상

## 가족 관계
- 배우자: 김용숙(1935년생)
  - 아들: 박준규
  - 딸 : 박선영, 박선경, 박선빈